# グリニッジ・アベニュー
座標: 北緯40度44分13秒 西経74度0分5秒 / 北緯40.73694度 西経74.00139度

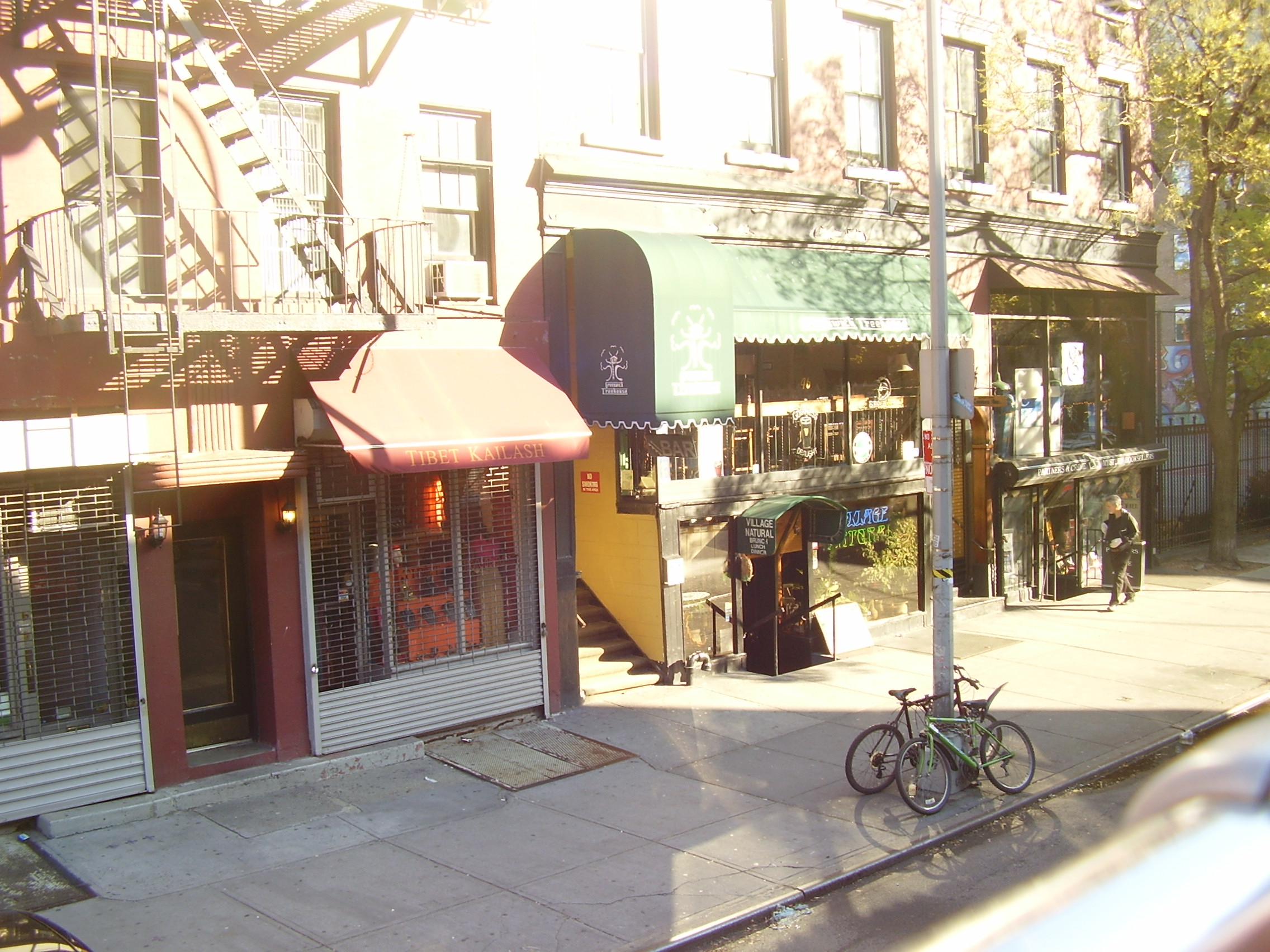
グリニッジ・アベニューの東側に並ぶショップ

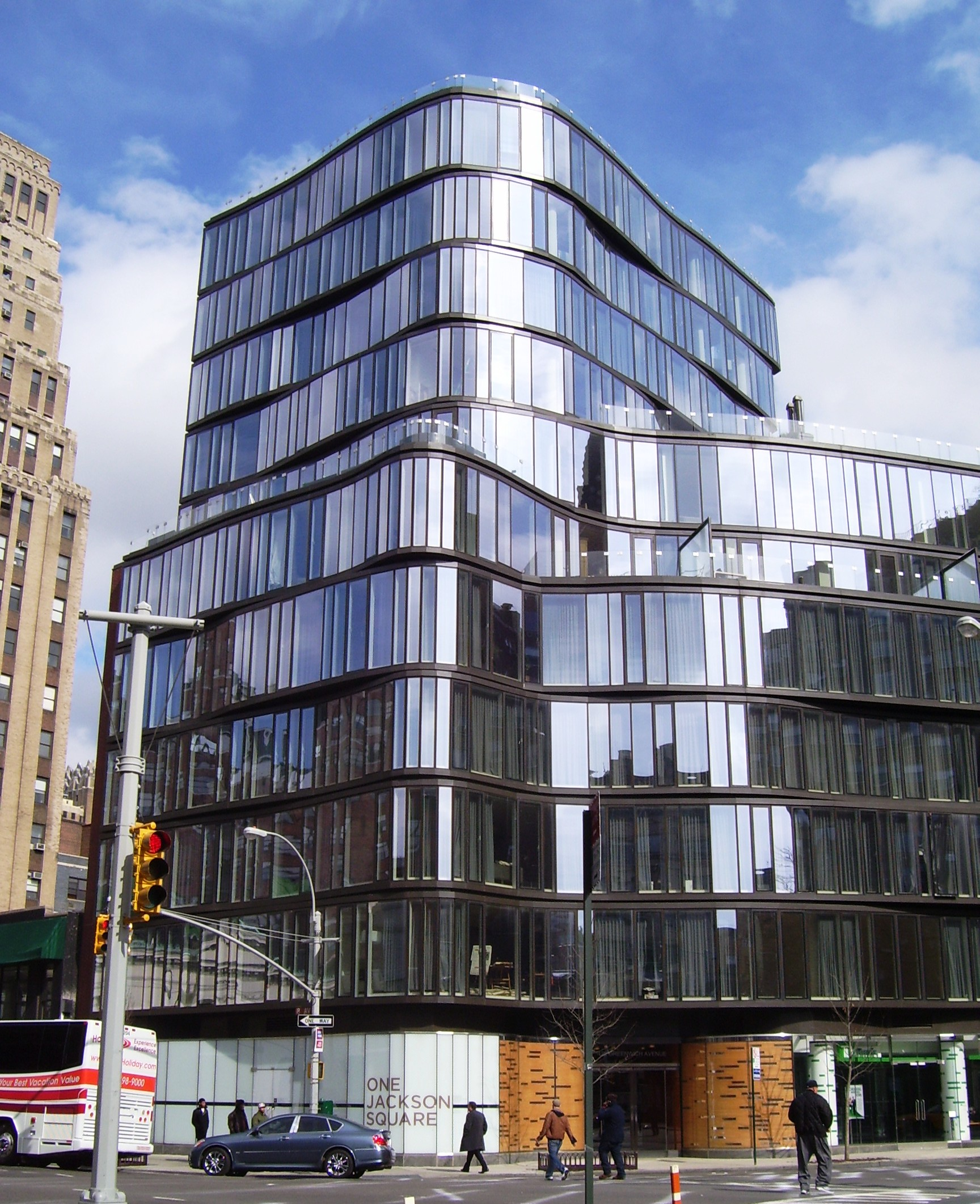
グリニッジ・アベニュー 122に建つOne Jackson Square

グリニッジ・アベニュー (Greenwich Avenue)、旧称グリニッジ・レーン (Greenwich Lane) は、ニューヨーク市マンハッタン区グリニッジ・ヴィレッジを南東ー北西に走る通りである。この通りの南東端は6番街との交差点で、それより東は8丁目となる。北西端は14丁目と13丁目の間の8番街との交差点である。ジャクソン・スクエア・パークと接する8番街までの1ブロックは、北西行きの一方通行となっている。グリニッジ・ストリートと名前が似ているため、よく間違えられる。

## 交通機関
A B C D E F M 地下鉄線は、グリニッジ・アベニューの南東端から半ブロック南の、6番街沿いの西4丁目 – ワシントン・スクエア駅に停車する。
1 2 3 地下鉄線は、グリニッジ・アベニューから1ブロック北の、7番街沿いの14丁目駅に停車する。
A C E L 地下鉄線は、グリニッジ・アベニューの北西端から半ブロック北の、8番街と14丁目の交差点の14丁目 - 8番街駅に停車する。
パストレイン9丁目駅は、グリニッジ・アベニューと6番街の交差点の一ブロック北に位置する。